# Affaire Dabbagh
L'affaire Dabbagh est une affaire criminelle concernant la disparition forcée et la mort sous la torture de Mazzen Dabbagh, conseiller principal d'éducation au Lycée français de Damas, et de son fils, Patrick Dabbagh, étudiant. Tous deux sont des citoyens franco-syriens, arrêtés à leur domicile à Damas en 2013 par les services de renseignement, victimes de disparition forcée pendant 5 années puis déclarés mort en 2018 par les autorités syriennes.
En 2024, trois dignitaires syriens sont reconnus coupables de complicité de crime contre l'humanité par la justice française pour l'arrestation arbitraire,  la torture et la privation de la vie de Mazzen et Patrick Dabbagh.

## Arrestations
Lors de leurs arrestations, en novembre 2013, Mazen Dabbagh, 54 ans, est conseiller principal d'éducation au lycée français de Damas, et Patrick Abdelkader Dabbagh, 20 ans, est étudiant à l'université de Damas. Mazen Dabbagh est connu dans les milieux diplomatiques de la capitale syrienne. Le 3 novembre, cinq officiers des services de renseignement de l’armée de l’air syrienne se présentent au domicile de la famille, dans le quartier de Mezzeh, à Damas, pour emmener Patrick afin de l'interroger, sans motif d'interpellation,. Le lendemain, les mêmes officiers, accompagnés d’une dizaine de soldats armés, reviennent arrêter Mazen à minuit, en lui affirmant qu'il n'a pas correctement élevé son fils,. Ni Mazen ni Patrick Dabbagh n'avaient pris part au soulèvement populaire ni été impliqués dans des mouvements de contestation,.
Le 5 novembre, un voisin, qui avait également été arrêté, les aperçoit quelques minutes, au siège des services de renseignement de l’armée de l’air dans le quartier de Mezzeh. Ce témoin rapporte ce qu'il a vu à Obeida Dabbagh, frère de Mazen : Mazen est aligné debout contre un mur parmi une dizaine de détenus, qui restent sans avoir le droit de parler durant quatorze heures. Dans la matinée, des soldats amènent Patrick devant son père. « T’inquiète pas, j’ai été torturé, mais pas longtemps, ne t’inquiète pas », répète Patrick à son père, avant d'être emmené. Quelques heures plus tard, Mazen est transféré dans une cellule bondée. Personne n'a témoigné les avoir vus vivants depuis.

## Décès
En 2018, les autorités syriennes émettent deux certificats de décès concernant Mazen et Patrick Dabbagh, qui ne précisent pas les causes de la mort, survenue en détention. Officiellement, Patrick Dabbagh serait décédé dès janvier 2014 et son père, en novembre 2017, tous deux de crises cardiaques — cause avancée pour des milliers de décès de détenus en réalité morts sous la torture — sans que la famille n'en soit informée. 

## Justice
Pendant plusieurs années, les proches de Mazen et Patrick, n'osent pas porter plainte, notamment en raison de craintes pour la vie des deux disparus, mais également en raison de la terreur imposée par le régime sur les citoyens syriens, y compris en Europe.
Le 24 octobre 2016, Obeida Dabbagh, frère de Mazen et oncle de Patrick, résidant en France, dépose une plainte contre X au Tribunal de grande instance de Paris, auprès de l'Office central de lutte contre les crimes contre l'humanité, les génocides et les crimes de guerre, avec le soutien de la Fédération internationale des droits de l'homme (FIDH) et de la Ligue des droits de l'homme. La décision de porter plainte est venue après trois années de recherches infructueuses et malgré les craintes pour la famille restée en Syrie. Une information judiciaire est alors ouverte pour « disparitions forcées et tortures, constitutives de crimes contre l'humanité, et complicité de crimes »,,.
La justice française lance une procédure au titre de la « compétence universelle » reconnue en cas de crime grave, car la Cour pénale internationale n’a pas compétence sur la Syrie qui n’a pas ratifié le traité qui la crée, et ne peut donc être saisie que par le conseil de sécurité de l'ONU, mais toute procédure se heurte à un véto russe au Conseil de sécurité,,,.
Le 4 novembre 2018, la justice française émet trois mandats d'arrêt contre des dignitaires du régime syrien. Ali Mamlouk, directeur du bureau de la sécurité nationale et proche conseiller de Bachar el-Assad, est recherché, ainsi que Jamil Hassan, et Abdel Salam Mahmoud, chef de la branche Bab Touma des services de renseignement de l’armée de l’air, responsable qui a mené l'arrestation de Mazen Dabbagh et s'est depuis approprié sa maison,. Ils sont poursuivis pour « complicité d’actes de torture », « complicité de disparitions forcées » et « complicité de crimes contre l’humanité », ainsi que le chef du service des investigations à l’aéroport militaire Mazzeh de Damas, Abdel Salam Mahmoud, également accusé de « crimes de guerre » ,. C'est la publication des actes de décès des deux franco-syriens qui a amené les juges à élargir les investigations, notamment à des « homicides volontaires » et à des « atteintes volontaires à la vie constitutives de crimes contre l'humanité », et également le dossier « César », pseudonyme donné à un photographe de la police militaire syrienne ayant fui son pays en juillet 2013 en emportant avec lui quelque 55 000 photographies dont celles de 27 800 cadavres de prisonniers morts de faim, sous la torture ou de maladies non soignées ,,.

### Procès par défaut
Du 21 au 24 mai 2024 se tient le procès par défaut d'Ali Mamlouk, Jamil Hassan et Abdel Salam Mahmoud à Paris, jugés pour complicité de crimes contre l’humanité et de délits de guerre, les deux premiers seront également jugés aux États-Unis pour des faits similaires. Pour le procès, plusieurs experts et rescapés des geôles syriennes ont témoigné, pour décrire le système politique et carcéral syrien et raconter les conditions de détention et mauvais traitements subis. Parmi eux, 23 Syriens témoignent directement de leurs interactions avec l'un des responsables syriens accusés ou en tant que survivants du centre de détention militaire de Mezzeh, comme Mazen Darwish, arrêté en 2012 et emprisonné avec ses collègues du Centre syrien pour les médias et la liberté d'expression,.
Après 4 jours de procès, la cour d'Assises de Paris déclare les 3 accusés coupables de complicité de crimes contre l’humanité et de délits de guerre et les condamne à la réclusion criminelle à perpétuité. La cour ordonne également le maintien des effets des mandats d’arrêts internationaux contre Ali Mamlouk, Jamil Hassan et Abdel Salam Mahmoud. Le procès s'étant tenu en leur absence, ils ont été jugés par défaut ; s'ils venaient à être arrêtés, ils pourraient soit acquiescer à la peine, soit faire opposition, ce qui conduirait à mener un nouveau procès, en première instance et en leur présence.